# Paulus Ebner
Paulus Ebner (* 9. Oktober 1963 in Amstetten, Niederösterreich) ist ein österreichischer Historiker und Archivar; er lebt und arbeitet in Wien.

## Leben
Nach der Matura am Bundesgymnasium Amstetten studierte Paulus Ebner an der Universität Wien Geschichte und Germanistik. Er schloss das Geschichtestudium 1989 mit der Diplomarbeit „Der Kampf zwischen katholischer Kirche und Sozialdemokratie um die Einführung der Feuerbestattung in der Ersten Republik“ ab. Zwischen 1989 und 1993 arbeitete Ebner an dem Forschungsprojekt „Strukturen des Musiklebens in Wien in der Zwischenkriegszeit“ der Hochschule für Musik und Darstellende Kunst. Es folgte zwischen 1993 und 1997 an der Universität für Bodenkultur Wien das Forschungsprojekt: „Geschichte der Universität für Bodenkultur“. Anschließend arbeitete Ebner die zeitgeschichtlichen Bestände der Stadt Amstetten auf. Zwischen 1999 und 2001 widmete er sich dem Forschungsprojekt „250 Jahre Tiergarten Schönbrunn“. Seine langjährige Tätigkeit als freier Wissenschaftler und Spezialist für zeitgeschichtliche und kulturhistorische Themen (Schwerpunkte: Zeit des Nationalsozialismus, 68er-Bewegung) schloss Ebner 2001 mit seiner Dissertation „Die Hochschule für Bodenkultur als Ort der Politik von 1914 bis 1955“ ab. Seither arbeitet Ebner im Archiv der Technischen Universität Wien, das er seit Jänner 2016 leitet.

## Publikationen (Auswahl)
- Der Streit um die Feuerbestattung zwischen Katholischer Kirche und Sozialdemokratie – eine Studie zum Kulturkampf in der 1. Republik. Universität Wien, Diplomarbeit, Wien 1989.
- mit Karl Vocelka: Die zahme Revolution. ’68 und was davon blieb. Ueberreuter Verlag, Wien 1998, ISBN 3-8000-3679-7.
- Die Hochschule für Bodenkultur in Wien als Ort der Politik zwischen 1914 und 1955 – ein Beitrag zur österreichischen Universitätsgeschichte. Universität Wien, Dissertation, Wien 2001.
- Politik und Hochschule. Die Hochschule für Bodenkultur 1914–1955, Franz Deuticke Verlag, Wien 2002 (= Forschungen und Beiträge zur Wiener Stadtgeschichte, Band 37), ISBN 3-7005-4673-4
- Nützen und Schützen. Städtischer Tierschutz im 19. Jahrhundert. In: Karl Brunner und Petra Schneider (Hrsg.): Umwelt Stadt. Geschichte des Natur- und Lebensraumes Wien, Böhlau Verlag, Wien, Köln und Weimar 2005, ISBN 3-205-77400-0, S. 433–437.
- mit Juliane Mikoletzky: Die Geschichte der Technischen Hochschule in Wien 1914–1955 – Verdeckter Aufschwung zwischen Krieg und Krise (1914–1918), Böhlau Verlag, Köln 2016, ISBN 978-3205202202.
- mit Juliane Mikoletzky: Nationalsozialismus, Krieg, Rekonstruktion (1938–1955), Böhlau Verlag, Wien, Köln und Weimar 2016, ISBN 978-3-205-20132-8.